# Flavio Zanonato

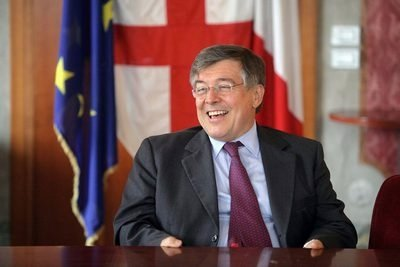
Flavio Zanonato

Flavio Zanonato (* 24. Juli 1950 in Padua) ist ein italienischer Politiker des Partito Democratico. 

## Leben
Zanonato wurde Anfang der 1970er Jahre Mitglied der Kommunistischen Partei Italiens. Ab 1975 war er Mitglied des Stadtrates von Padua und von 1993 bis 1999 sowie von 2004 bis 2013 Bürgermeister der Stadt. Darüber hinaus war Zanonato von 2000 bis 2004 Abgeordneter im Regionalparlament Venetiens.
Vom 28. April 2013 bis zum 22. Februar 2014 war er Wirtschaftsminister im Kabinett Letta. Bei der Europawahl 2014 wurde er ins Europäische Parlament gewählt.
Zanonatos jüngerer Bruder Pier Luigi ist Hochschullehrer für Chemie an der Universität Padua.